# Miracle Fighters
Miracle Fighters (Qi men dun jia) est un film hongkongais réalisé par Yuen Woo-ping, sorti en 1982.

## Synopsis
Kao, garde royal mandchou, doit fuir parce qu'il s'est marié à une Chinoise. Il est pourchassé par le sorcier Chauve-Souris. Quelques années plus tard, son fils adoptif Shu Geng devient le disciple d'un couple de magiciens taoïstes auprès desquels il s'entraine pour assouvir sa vengeance.

## Fiche technique
- Titre : Miracle Fighters
- Titre original : Qi men dun jia
- Réalisation : Yuen Woo-ping
- Scénario : Chiu Chung-hing et Yuen Cheung-yan
- Société de production : Golden Harvest
- Pays d'origine : Hong Kong
- Format : Couleurs - 2,35:1 - Dolby Digital - 35 mm
- Genre : Action, kung-fu
- Durée : 97 minutes
- Date de sortie : 1982

## Distribution
- Eddy Ko : général Kao
- Yuen Yat-chor : Shu Geng
- Bryan Leung : vieil homme
- Yuen Cheung-yan : vieille femme
- Chen Tien-loong
- Brandy Yuen : clown dans la jarre
- Yuen Shun-yee : sorcier Chauve-Souris
- Huang Ha : faiseur de pluie

## Anecdote
Le maître vénéré par le couple de magicien taoiste est celui du Maître chinois, réalisé aussi par Yuen Woo-ping. Ce rôle est joué par Yuen Siu-tien, le père de Yuen Woo-ping.